# Digitale Distribution
Digitale Distribution (engl.: digital distribution) steht für den direkten Vertrieb digitaler Inhalte über das Internet, ohne dass ein Transfer physischer Medien (wie z. B. DVDs) stattfindet. Für diese Vertriebsform hat sich noch kein einheitlicher Name durchgesetzt; sie ist u. a. als Electronic Software Distribution (ESD), Electronic Software Delivery, Online Distribution und Direct Download Service bekannt. Digitale Distribution hat neben ökonomischen auch ökologische Vorteile und ist daher eine Green-IT-Maßnahme. Die übliche Verwendung des Begriffs "Digitale Distribution" ist irreführend, da auch auf den sonst verwendeten Datenträgern die Inhalte digital gespeichert sind und sie auch digital verteilt werden.

## Konzept
Bei der digitalen Distribution werden Software oder digitale Multimediainhalte (bzw. Lizenzen zur Nutzung dieser) online gekauft und bezahlt. Vorteil für den Käufer ist dabei, dass die digitale Ware mit relativ geringem Zeitaufwand gekauft, heruntergeladen und sofort eingesetzt werden kann. In den meisten Fällen werden auch keine Versandkosten fällig, da im Gegensatz zu Verpackungsschachteln oder Softwarelizenzen auf den Versand eines Mediums (CD oder DVD) sowie auf ein physisches Handbuch verzichtet wird. Neben Software werden digitale Produkte wie E-Books, Musik (zum Beispiel im MP3-Format), Videos, Computerspiele etc. auf diese Weise im Internet vertrieben.
Meist werden gekaufte Lizenzen, wie beim Kauf eines Datenträgers im Einzelhandel, erst beim Einsatz der Software registriert. Dies ist ein Vorteil gegenüber klassischen Software-Lizenzen (auf den Endkunden registriertes Dokument mit Nutzungserlaubnis von Softwarebestandteilen), die in den meisten Fällen zum Zeitpunkt der Bestellung registriert werden müssen.

## Musikindustrie
Im Musikbereich war 2003 Apple mit seinem kommerziellen iTunes Store einer der ersten Anbieter, die das bereits von illegalen Musiktauschbörsen wie damals Napster Ende der 1990er praktizierte Modell der digitalen Musikdistribution aufgriffen. Ursprünglich meistens mit DRM-fähigen Formaten wie WMA oder AAC verbreitet, finden mittlerweile auch das MP3-Format oder preisliche Flatrates in der digitalen Musik und E-Book-Distribution zunehmende Verbreitung.
Seit dem Start der digitalen Distribution benutzen immer mehr Künstler und Musik-Labels den digitalen Vertriebsweg ohne herkömmliche Plattenverträge, und vertreiben ihre E-Books und Musik selber an die Download Shops und Portale. Sogenannte Self-publisher verwenden dabei digitale Vertriebsportale wie Feiyr, iMusician Digital, Zimbalam, CD Baby oder The Orchard.
Als Folge der wachsenden Bedeutung der direkten digitalen Musik und E-Book-Distribution wird auch die anhaltende Konsolidierung im Musikvertrieb oder -verkauf tätigen Firmen gesehen, beispielsweise August 2008 mit dem Ende der kanadischen Musikkette Sam the Record Man.

## Computerspielindustrie
Die Einführung und der Ausbau von Online-Distributionswegen verändern die Struktur der gesamten Computerspieleindustrie. Stark steigende Kosten für die Produktion kommerzieller Spiele (seit 1997 Anstieg bis um das Dreißigfache) führen bei den Publishern zu einer Strategie der Risikovermeidung, weshalb diese innovative Ideen aus Angst vor Verlusten eher ablehnen. Dem wirken Online-Vertriebswege wie die Stardock Central (später Impulse genannt) oder Valves Steam, mit die ersten Anbieter Anfang der 2000er, durch eine starke Senkung der Distributionskosten entgegen.

„Die schwierigste Zeit für Entwickler war während der Steckmodul-Spiele für den Nintendo, das Geld der Herausgeber lagerte in Form von Silizium in den Lagerhäusern. Man konnte kein Risiko eingehen, blieb deshalb streng konservativ bei Dingen, die funktionierten. Mit Steam ist nun genau das Gegenteil der Fall, man kann alles ausprobieren, ohne Geld zu verlieren. Durch den unbegrenzten Regalplatz wird Steam auch für alte, nicht mehr erhältliche Spiele interessant.“

Mit der digitalen Distribution können nicht nur Entwickler größere Risiken eingehen, auch die Schwelle zur Kommerzialisierung für kleinere Entwicklungsprojekte wie beispielsweise Independent Developer Studios (Humble Bundle) oder für Hobby- und Mod-Entwicklern wird deutlich gesenkt. Dies ermöglichte zum Beispiel den Erfolg der Garry’s Mod. Ursprünglich als Freizeitprojekt eines einzelnen Hobbyentwicklers entstanden, verkaufte sich die Mod inzwischen über 1.400.000 Mal.

### Personal Computer
Es existieren deutliche Unterschiede in den Ansätzen und Grundlagen der Digital-Distribution-Anbieter. Bei Steam wird ein integrierter Plattformansatz versucht, der mit einem proprietären Client folgende Funktionalität umfasst: Online-Verteilung, Wartung (Programmkorrekturen) und Überwachung (DRM) der Spiele, sowie die Kommunikation der Spieler untereinander, die Bildung von Gemeinschaften und die Bereitstellung öffentlich einsehbarer Spieler-Profile. GOG.com ist ein bewusst DRM-freier Anbieter der auf Standard-Webtechniken setzt und sich auf das Segment der MS-DOS-, Windows-, Linux- und macOS-Spiele der 1980er, 1990er, 2000er und 2010er spezialisiert hat (vgl. Retrogaming). Green Man Gaming erlaubt den Weiterverkauf seiner Onlinelizenzen, während bei den meisten anderen Anbietern die gekauften Lizenzen unauflösbar mit einem personalisierten Benutzerkonto verbunden und weder übertragbar noch weiterverkäuflich sind. Das Humble Bundle (ehemals Humble Indie Bundle oder kurz HIB) setzt auf das Pay-What-You-Want-Prinzip und beteiligt gemeinnützige oder wohltätige Organisationen, wie beispielsweise die Electronic Frontier Foundation, an den Einnahmen. Außerdem existiert beim Humble Bundle ein Event-Charakter, beispielsweise wurde bei einigen Angeboten Crowdfunding-artig ab gewissen erreichten Summen Spiele unter einer Open-Source-Lizenz freigegeben. Desura war ein digitaler Distributor, der sich durch ein breites cross-platform Angebot, starke Unterstützung für Mods und einen Open-Source-Client auszeichnete, nach einer Übernahme 2016 jedoch eingestellt wurde.

### Spielkonsolen
Im Konsolenbereich bot bereits die Intellivision 1981 mit Hilfe des Online-Dienstes PlayCable über das Netzwerk des US-amerikanischen Kabelfernsehens die Möglichkeit, Spiele auf die eigene Konsole herunterzuladen. Seit Ende der 1980er existierten vermehrt anbieterspezifische digitale Dienste zum Herunterladen von Software, etwa für die Konsolen von Sega und Nintendo, die unter der vollen Kontrolle des Hardwareherstellers stehen. Anfangs fehlte jedoch vielfach die Möglichkeit, die heruntergeladenen Inhalte dauerhaft zu speichern, was den erneuten Ladevorgang der Inhalte für jede Spielsitzung notwendig machte. Neuere Dienste wie beispielsweise Xbox Live (seit 2002) oder das PlayStation Network (seit 2006) sind mittlerweile generations- und hardwareübergreifend sowohl für stationäre als auch Handheld-Konsolen verfügbar.